# Stora konstgjorda floden

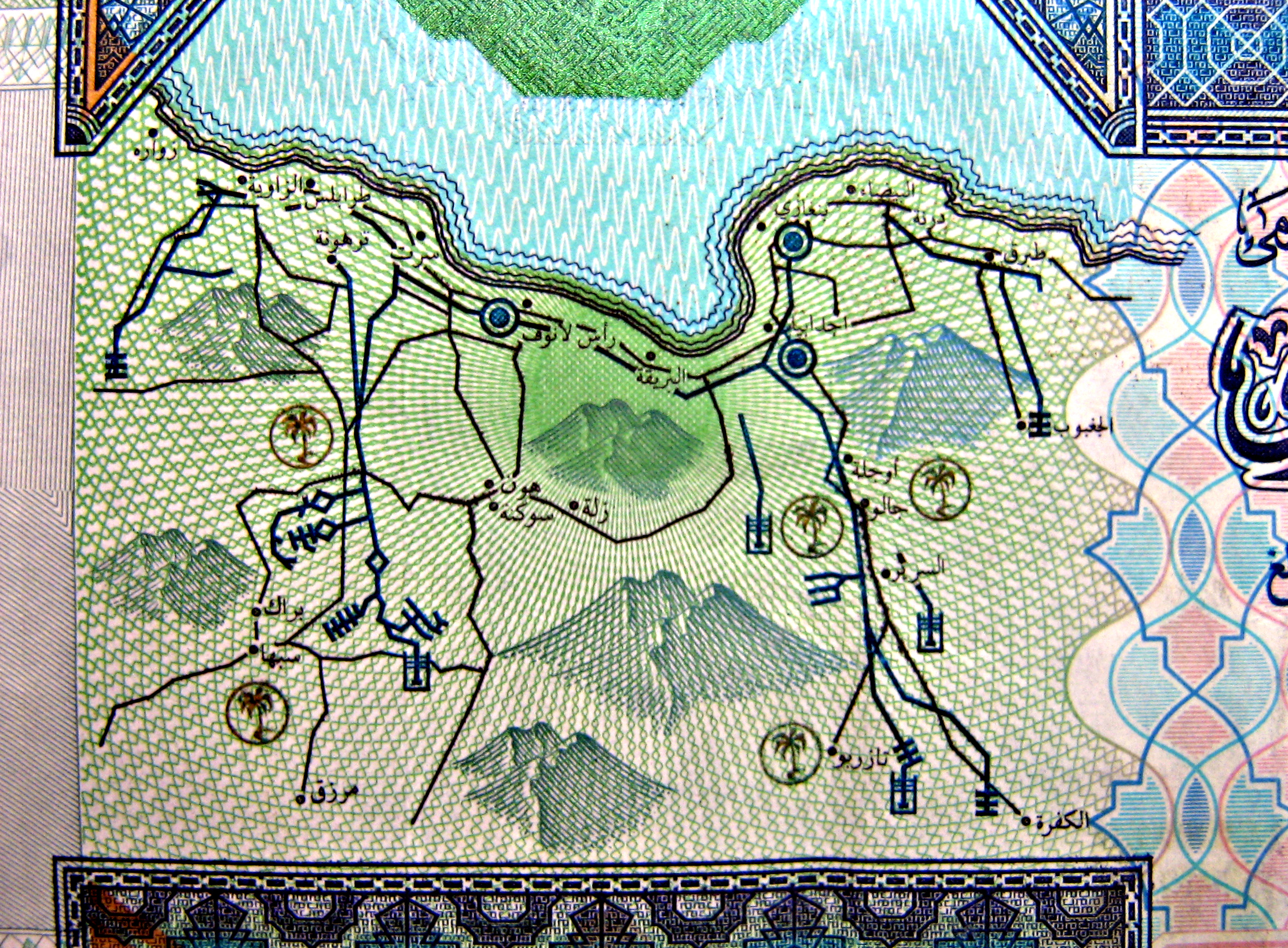
Bevattningsprojektet på en 20-dinar-sedel.

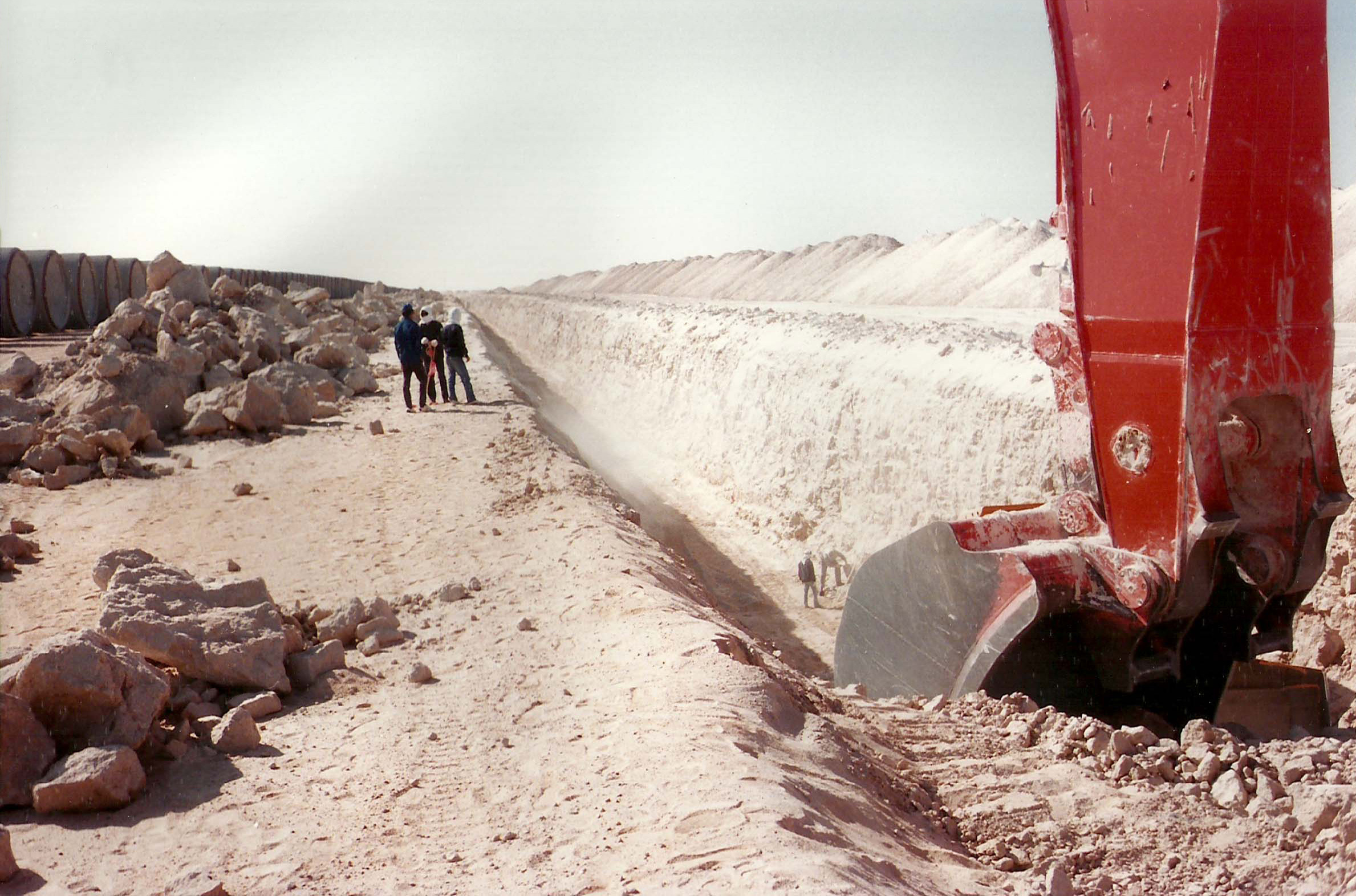
Grävning och nedläggning av rör (1988).

Stora konstgjorda floden (arabiska: النهر الصناعي العظيم; al-Nehr al-Ṣnā‘ī al-‘Ẓīm; engelska: Great Man-Made River) är ett nätverk av pipelines för vatten som går från Nubiska sandstensakviferen till olika delar av den libyska delen av Saharaöknen. Det räknas som världens största bevattningsprojekt.

## Historik
Försöken att finna olja i södra Libyen ledde 1953 till upptäckten av stora kvantiteter färskvatten under mark. Projektet att ta tillvara vattnet började planeras i slutet av 1960-talet, och startade i praktiskt utförande år 1984.
För att samla vatten som inte behövs under vissa tider byggdes ett stort vattenmagasin vid vägen mellan Tripoli och Benghazi. Ledningen består av rör som är 7,5 meter långa, 73 ton tunga och som har en diameter av 4 meter. De når Libyen genom en specialhamn och leveransen organiseras av ett sydkoreanskt företag som har flera gästarbetare från Filippinerna på plats.
Den totala längden på tunnlarna är nästan 3 000 kilometer. Det räknas ibland som världens största bevattningsprojekt.
Efter Lockerbieattentatet inrättades en handelsbojkott mot landet och projektets utveckling stagnerade. Målet att färdigställa projektet under 1990-talet uppnåddes inte. Efter Gaddafis fall är utvecklingen inte lika snabb som före 1988.